# Knihovna Bedřicha Beneše Buchlovana
Knihovna Bedřicha Beneše Buchlovana (KBBB), příspěvková organizace, je veřejnou knihovnou s univerzálními knihovními fondy a také regionálním centrem knihoven okresu Uherské Hradiště. Jejím zřizovatelem je město Uherské Hradiště. V současné době je knihovna společně se čtyřmi profesionálními (Štěpnice, Mařatice, Jarošov, Studentské náměstí) a dvěma neprofesionálními pobočkami (Míkovice, Vésky) plně automatizována a poskytuje návštěvníkům kompletní servis (tradiční knihovnické služby, audiovizuální techniku, bezplatný přístup k internetu, požadované zdroje informací apod.).

## Knihovní fond, služby
Čtenáři na území města si mohou vybírat téměř ze 190 000 knih, kompaktních disků, magnetofonových kazet a jiných dokumentů, v čítárně je k dispozici asi 160 titulů periodik. Knihovna se úzce specializuje na práci s nevidomými a zrakově postiženými osobami. Knihovnou projde denně více než 500 návštěvníků.

## Akce pro veřejnost
Dlouhodobá a promyšlená práce knihovny v oblasti čtenářství se stala předmětem zájmu médií a nejvýznamnější mezinárodní akce Noc s Andersenem, která vznikla v oddělení pro děti, se stala největší a nejatraktivnější akcí knihoven v České republice. K dalším zajímavým počinům, které pořádá KBBB, patří týdenní minifestival Hradišťské sluníčko, literární soutěž Píšu povídky, píšu básně, výtvarná soutěž pro děti i dospělé Ex libris nebo pravidelný cyklus besed přednášek a autorských čtení Setkávání v knihovně, dejme tomu v úterý. Při knihovně funguje od roku 1997 také Spolek přátel literatury a knihovny.

## Budova knihovny
Knihovna sídlí v budově někdejší synagogy, která je zapsána v rejstříku jako kulturní památka České republiky. Své jméno nese po významné uherskohradišťské osobnosti – spisovateli, bibliofilovi a knihovníkovi Bedřichu Beneši Buchlovanovi.
Na čelní fasádě se nachází pamětní deska "na památku příslušníků židovské náboženské obce v Uherském Hradišti umučených za II. světové války", ve vstupní hale je nad úložnými boxy umístěna vzpomínka obětem holokaustu. Původní účel budovy připomíná i desatero ve štítu a zachované kovové sloupy.
V roce 2022 prošla budova opravou, při které byla mj. vyměněna okna a budova změnila barvu z růžové na šedou.

## Galerie

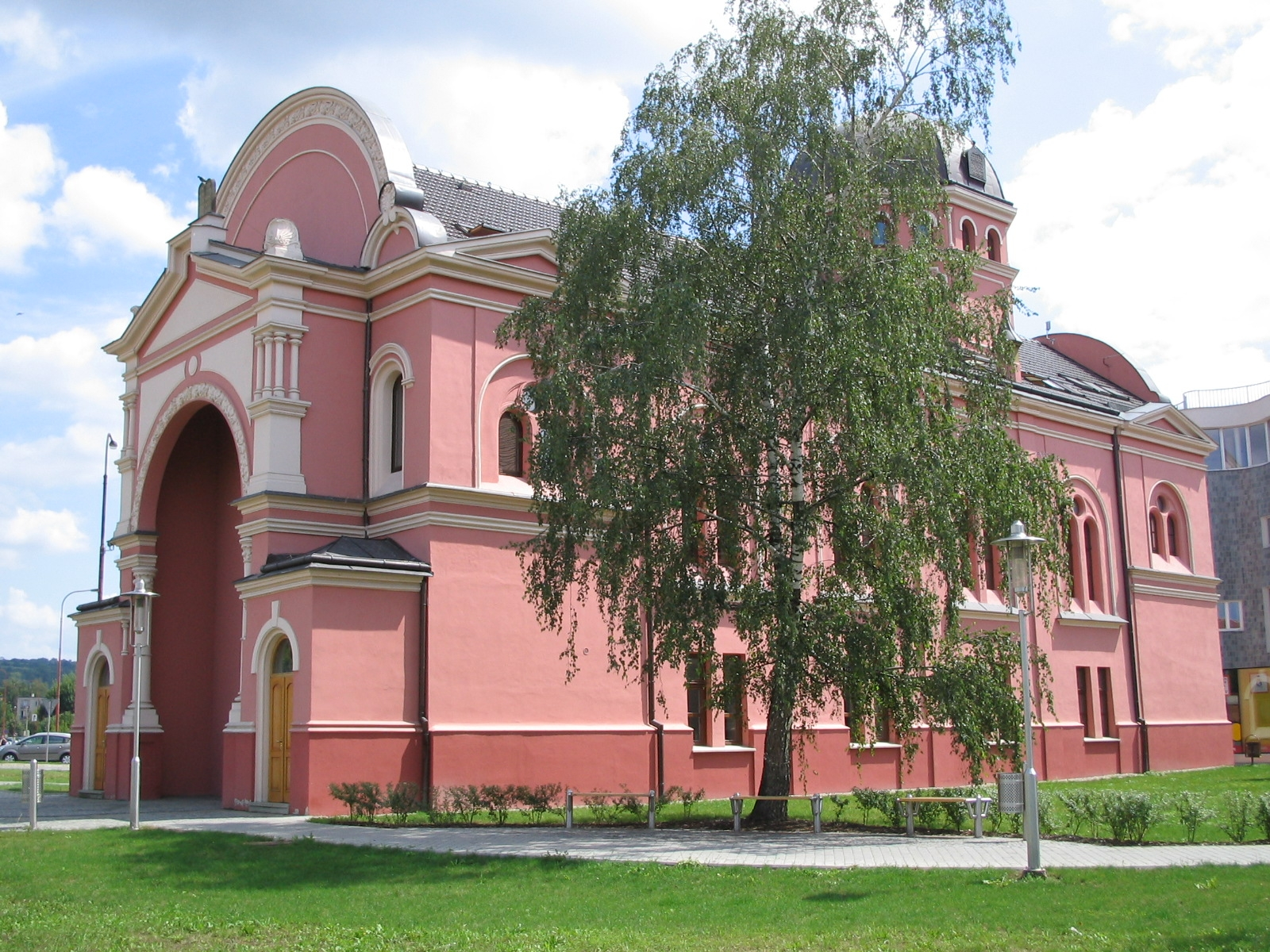
Růžová fasáda do roku 2022
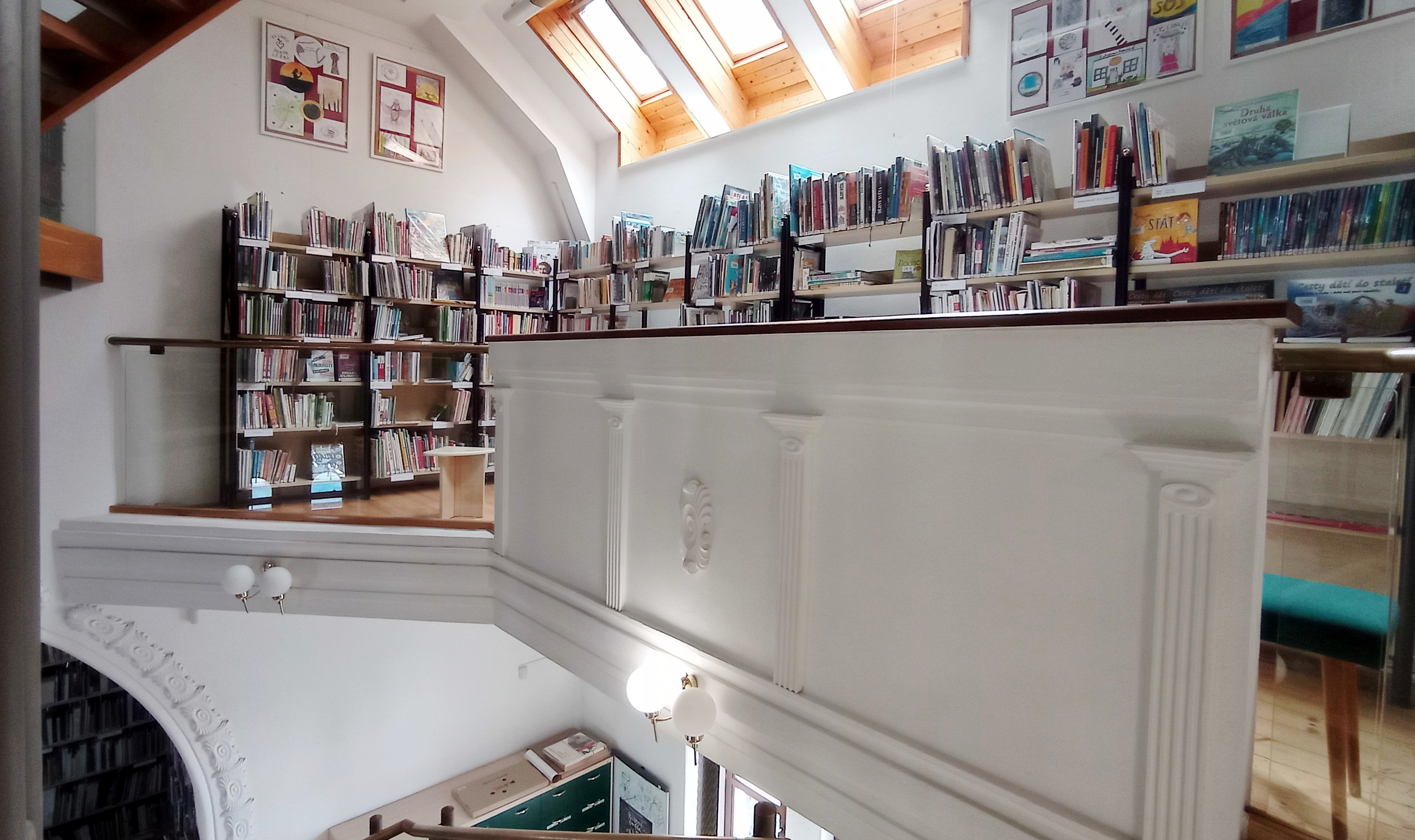
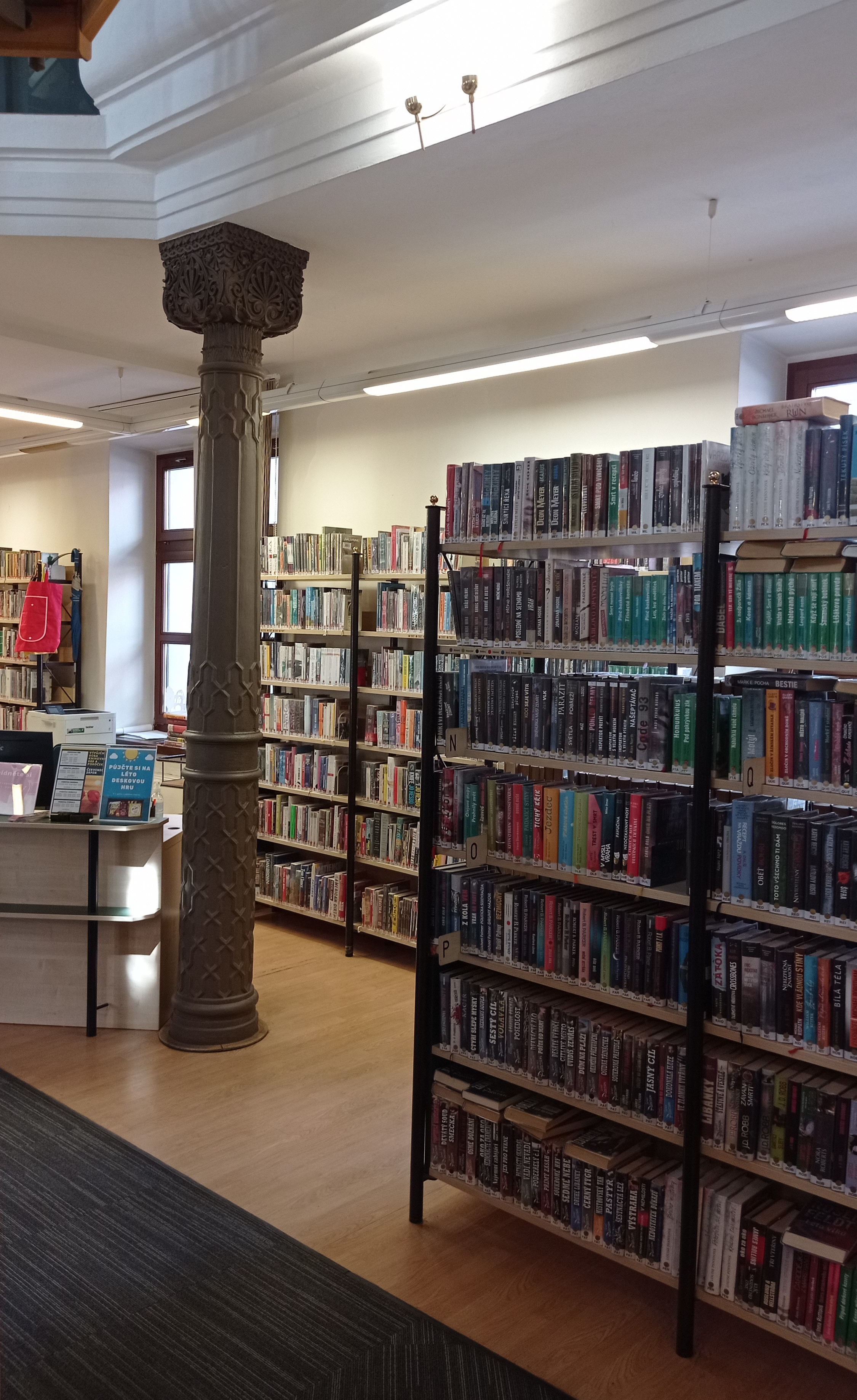
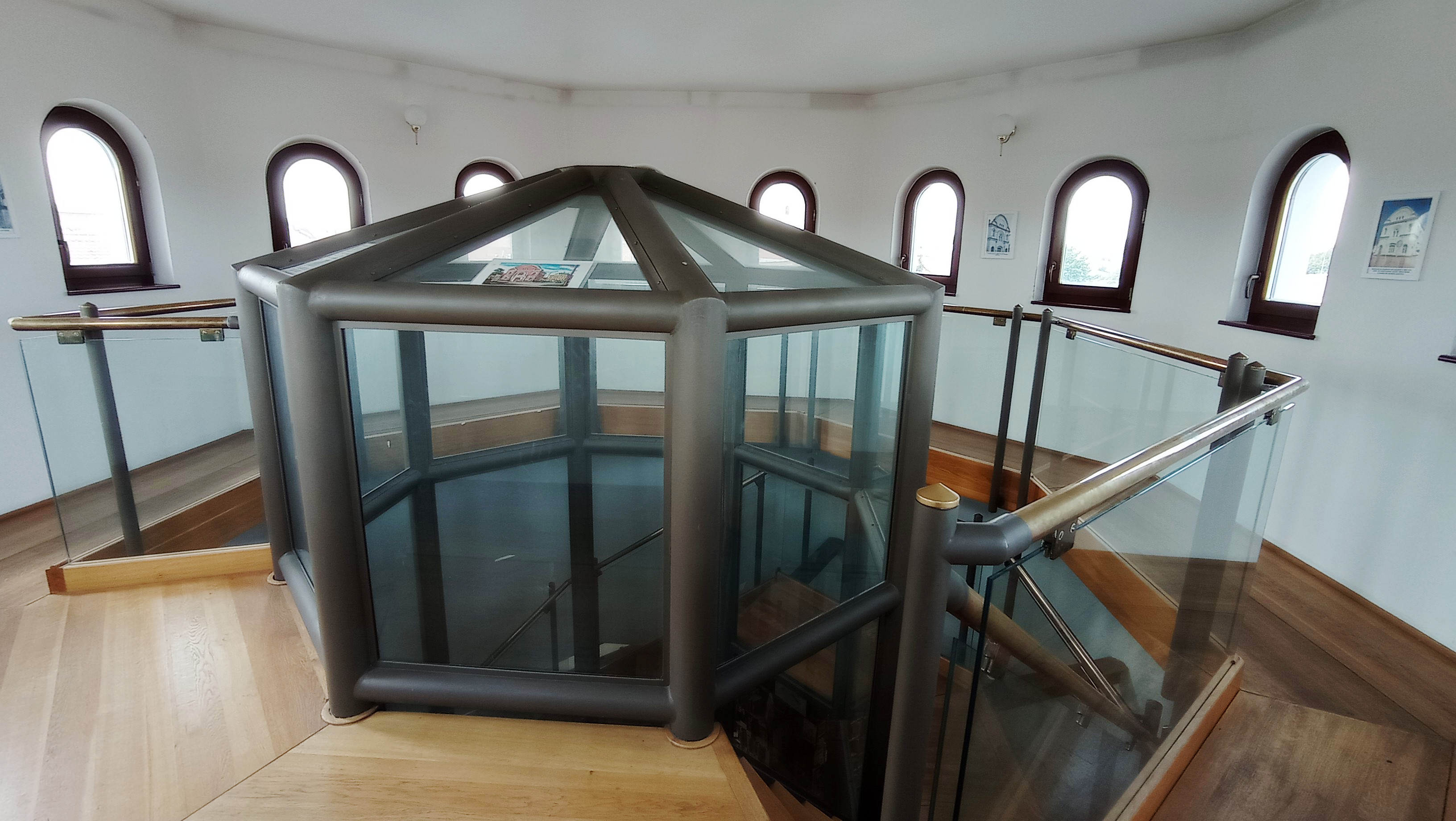
Interiér kupole
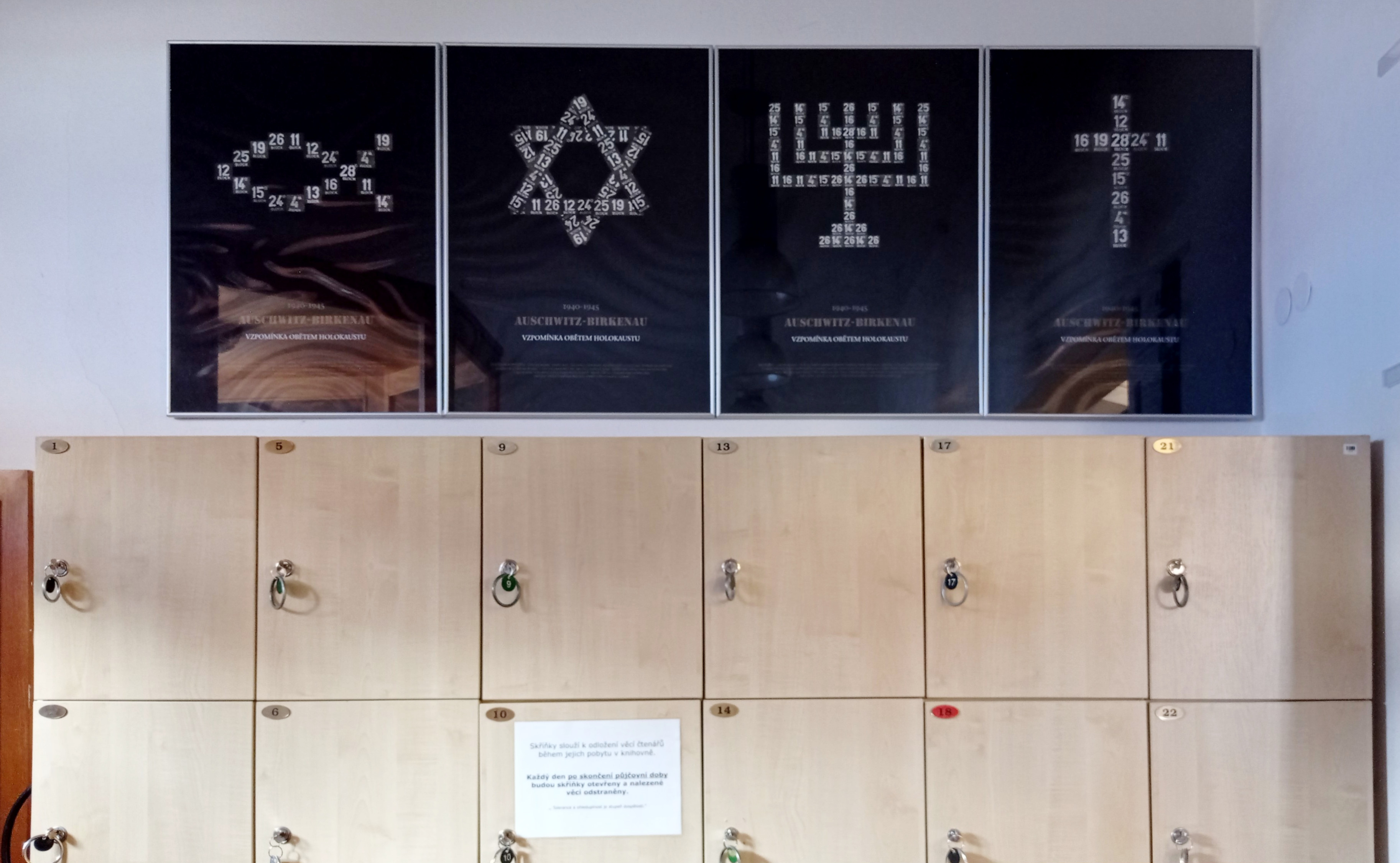
Vzpomínka obětem holokaustu